# Cheilymenia theleboloides
Cheilymenia theleboloides är en svampart som först beskrevs av Alb. & Schwein., och fick sitt nu gällande namn av Jean Louis Emile Boudier 1907. Cheilymenia theleboloides ingår i släktet Cheilymenia och familjen Pyronemataceae.  Arten är reproducerande i Sverige. Inga underarter finns listade i Catalogue of Life.